# باسيلو
باسيلو Pasillo (بالإنجليزية: little step, hallway or aisle)‏ هو نوع من الموسيقى في كولومبيا شائع في المناطق التي ألفت التاج الملكي لغرناطة الجديدة في القرن التاسع عشر، ظهرت في جبال الأنديز الكولومبية خلال حروب الاستقلال، وانتشرت إلى مناطق أخرى؛ وخاصة الإكوادور (حيث يعتبر الأسلوب الموسيقي الوطني)، وبنسبة أقل المناطق الجبلية في فنزويلا وبنما. يشير الفنزويليون إلى هذا النمط من الموسيقى باسم " فالس vals " (وتعني كلمة إسبانية "فالس"). اليوم أدمجت المزيد من السمات الأوروبية للرقص الكلاسيكي، مثل رقصة الفالس الفيينية في كولومبيا وملامح سانجوانيتو ويرافي في الإكوادور. مع انتشاره خلال فترة كولومبيا الكبرى، استوعب الباسيلو الخصائص الفردية للقرى المعزولة. وهذا يمنحها إحساس انتقائي. ومع ذلك، يختلف أسلوب الموسيقى ونغمتها وإيقاعها في كل قرية وفي الواقع بين كل بلد.
في رقصة الفالس يغير باسيلو شكل الرقص الأوروبي الكلاسيكي لمرافقة الجيتار والمندولين والآلات الوترية الأخرى.

## تاريخه
تم اختراع الباسيلو في القرن التاسع عشر، وأصبح يرتبط ارتباط وثيق بحرب الاستقلال الكولومبية، وحرب الاستقلال الإكوادورية، و القومية الإكوادورية. اكتسب باسيلو شعبية من تسجيلات الثنائي "الإكوادور" الذي قدمه إنريكي إيبانيز مورا ونيكازيو الصفدي. وصلت إلى ذروتها الدولية خلال مسيرة خوليو جاراميلو. 
لا تزال الأجيال الشابة في الإكوادور تستمتع بالباسيلو، بما في ذلك الأساليب الجديدة التي يغنيها خوان فرناندو فيلاسكو ومارغريتا لازو. تشمل بعض الباسيلوس الإكوادورية "Pasional" و"Invernal" و"Ángel de Luz" و"El aguacate" وغيرها الكثير.
كان الباسيلو أسلوب موسيقي شائع في كولومبيا منذ القرن التاسع عشر. تشمل الباسيلو الكولومبية الشهيرة "Espumas" و"Pueblito viejo" و"Pescador lucero y río" و"Oropel". ساعد الفنانون الكولومبيون، مثل Silva y Villalba وGarzon y Collazos، في نشر الباسيلو في جميع أنحاء العالم.

## في الاكوادور
يضيف الباسيلو الإكوادوري تأثير سانجوانيتو، لذا فإن الباسيلو الإكوادوري بطيء وحزين. بعكس للبلدان الأخرى، أصبح الباسيلو الإكوادوري رمز للموسيقى الوطنية. وفقًا للمؤلفة كيتي وونغ، منذ بداية القرن العشرين، توقفت موسيقى الباسيلو الإكوادورية عن كونها نوع احتفالي يُعزف في الصالونات وأصبحت الفرق الموسيقية أكثر شهرة. كان لديها العديد من الأغاني المنفردة التي تحتوي على نصوص حزينة تشير إلى مشاعر الحنين والحزن. ومع ذلك، هناك أيضًا أغاني تعبر عن جمال المناظر الطبيعية الإكوادورية، وجمال المرأة الإكوادورية، وشجاعة الشعب الإكوادوري. بالإضافة إلى ذلك، هناك أغانٍ تعكس الإعجاب بمنطقة أو مدينة، وفي بعض الأماكن أصبحت هذه الأغاني أكثر تمثيلاً من أناشيد مدينتهم. هذه هي حالة "Guayaquil de Mis amores" لنيكاسيو الصفدي. يؤكد وونغ أنه في الإكوادور، نظرًا لقدرتها على دمج وإنتاج مواضيع مختلفة بين المجموعات الاجتماعية والعرقية والأجيال المختلفة، أصبح الباسيلو الإكوادوري يمثل الموسيقى الوطنية بامتياز.
خلال الخمسينيات من القرن الماضي، مر الباسيلو الإكوادوري بمرحلة انتقالية. على الرغم من أنها كانت لا تزال الموسيقى الوطنية للإكوادور، إلا أنها مع وصول الراديو اضطرت للتنافس مع البوليرو الأجنبية، والتانجو، والفالس، والغوارشا، وأنماط أخرى من الموسيقى الاستوائية، مثل الغوارشا، والميريكومبي، والكومبيا الإكوادورية الكولومبية. . تعود القوة المستمرة للباسيلو الإكوادوري إلى أداء المطربين العظماء مثل الثنائي لويس ألبرتو فالنسيا وغونزالو بينيتيز، والأخوة مونتيسل، وأخوات ميندوزا سانجوريما، وأخوات ميندوزا سواستي، ولوس كورازا وماركو توليو هيدروبو. في الوقت الحاضر، يعد الباسيلو الإكوادوري رمز وطني، وتضيف الأجيال الشابة أنماطًا جديدة، وبالتالي تدعم التوزيع على نطاق واسع.